# 2045 Peking
2045 Peking (1964 TB1) là một tiểu hành tinh vành đai chính được phát hiện ngày 8 tháng 10 năm 1964 bởi Đài thiên văn Tử Kim Sơn ở Nanking. Nó được đặt theo tên Peking, capital city thuộc Trung Quốc.